# Juventus Italia Football Club 1921-1922
Questa pagina raccoglie le informazioni riguardanti la Juventus Italia Football Club nelle competizioni ufficiali della stagione 1921-1922.

## Stagione
Nella stagione 1921-1922 la Juventus Italia disputa il girone C del campionato lombardo di Prima Categoria. Con i 5 punti ottenuti sul campo si è posizionata al 2º posto in classifica.
Nella stessa stagione la Juventus Italia ha vinto il torneo di consolazione lombardo arrivando primo nel girone A con 13 punti in classifica, davanti al Saronno (9), al Casteggio (7), alla Trevigliese (6) e alla Pro Patria (5). 
Battendo in finale il Monza vinse il Torneo di Consolazione indetto dal Comitato Regionale Lombardo.

## Rosa
| N. |                           | Ruolo | Calciatore        |
| -- | ------------------------- | ----- | ----------------- |
|    | Italia (bandiera)         | C     | Riccardo Cerri    |
|    | Italia (bandiera)         | P     | Egidio Fontana    |
|    | Italia (bandiera)         | C     | Maggi (II)        |
|    | Italia (bandiera)         | P     | Martinet          |
|    | Italia (bandiera)         | A     | Ermanno Missaglia |
|    | non conosciuta (bandiera) | A     | Pagenstecher      |
|    | Italia (bandiera)         | D     | Cesare Paltenghi  |

| N. |                   | Ruolo | Calciatore           |
| -- | ----------------- | ----- | -------------------- |
|    | Italia (bandiera) | D     | Ponti                |
|    | Italia (bandiera) | A     | Rubini               |
|    | Italia (bandiera) | C     | Osvaldo Salamina     |
|    | Italia (bandiera) | D     | Scagliotti           |
|    | Italia (bandiera) | D     | Giuseppe Sessa       |
|    | Italia (bandiera) | C     | Tolomeo Tognasso (I) |
|    | Italia (bandiera) | A     | Clemente Vitale      |